# Museo (canción)
«Museo» es una canción grabada por el puertorriqueño Rauw Alejandro y producida por El Zorro, Eydren, Kenobi, Mr. NaisGai, para su EP Trap cake, vol. 2

## Antecedentes y lanzamiento
Antes de la publicación de «Museo»  Rauw Alejandro hizo una publicación en Instagram en la cual mostraba su nuevo trabajo y audiovisual, después publicó un avance el cual mostraba un vídeo ambientado en una habitación que destacaba por sus tonos pastel, donde también podíamos destacar al propio artista como si fuera un pintor plasmando a su musa sobre un lienzo.

## Desempeñó comercial
Después del lanzamiento de «Museo» Billboard nombró a «Museo» entre las mejores 30 canciones latinas de amor en la historia.

## Música y letra
Musicalmente «Museo» es una canción de pop, trap una balada lenta, Líricamente, «Museo» habla sobre la intensa atracción del cantante hacia una mujer a la que considera una obra de arte, comparando su cuerpo con un "museo" que quiere explorar y admirar, la letra incluye, "Solo yo puedo besar de tu piel ese lunar
Que sin ropa veo/, yo te deseo/
Tú me pones a volar, yo te pongo a temblar
Ese toto un museo/, en tus agua' buceo"

## Video musical
Un visual fue lanzado simultáneamente con el audio, el vídeo musical fue dirigido por Martín Seipel y fue grabado en Estados Unidos, en el cual vemos al artista en una habitación de tonos pasteles sentado en una cama de espaldas a una mujer que está tendida en una cama, y mientras va deambulando por un museo las estatuas se mueven al ritmo de su cadencia vocal y contemplativa.